# Union islamique des moudjahidines d'Afghanistan
L'Union islamique des moudjahidines d'Afghanistan, parfois surnommée les Sept de Peshawar, est une alliance afghane formée en 1981 ou 1985 par les sept partis de moudjahidines afghans sunnite combattant les Soviétiques qui soutenaient la République démocratique d'Afghanistan pendant la guerre soviéto-afghane. L'alliance cherchait à fonctionner comme un front diplomatique uni pour l'opinion mondiale et cherchait une représentation aux Nations unies et à l'Organisation de la Conférence islamique.
Tous les groupes constitutifs étaient des musulmans sunnites et tous étaient majoritairement pachtounes, à l'exception du Jamiat-e Islami qui était majoritairement tadjik. Une autre alliance de moudjahidines, plus petite mais dominante, était composée principalement de musulmans chiites et a été désignée les Huit de Téhéran – une alliance de huit factions chiites afghanes, soutenue par l'Iran.
Bien que l'alliance des Sept de Peshawar ait pris sa configuration formelle au milieu des années 1980, elle existait en tant que bloc politique de facto depuis mai 1979, lorsque le gouvernement pakistanais a décidé de limiter le flux de l'aide financière étrangère, principalement en provenance des États-Unis (sous Reagan) et l'Arabie Saoudite, aux sept organisations susmentionnées, réduisant ainsi l'offre monétaire des groupes de résistance nationalistes et de gauche.

## Membres de l'Alliance
Il y avait sept membres de l’Alliance des Moudjahidines d’Afghanistan, une union islamique à prédominance sunnite :
- Khalis Faction – dirigée par Khalis
- Hezbi Islami - dirigé par Gulbuddin Hekmatyar
- Union islamique pour la libération de l'Afghanistan – dirigée par Sayyaf
- Front national islamique d'Afghanistan – dirigé par Gailani
- Front de libération nationale de l'Afghanistan – dirigé par Sibghatullah Mojaddedi
- Mouvement de révolution islamique et nationale afghane – dirigé par Mohammadi
- Shura-e Nazar - dirigé par Ahmad Shah Massoud